# John Jackson (astronom)
John Jackson (ur. 11 lutego 1887 w Paisley w Szkocji, zm. 9 grudnia 1958 w Londynie) – brytyjski astronom. W 1952 roku odznaczony Złotym Medalem Królewskiego Towarzystwa Astronomicznego. W latach 1953–1955 był prezydentem tego towarzystwa.